# إيستغاه هرزند
إيستغاه هرزند هي قرية في مقاطعة مرند، إيران. عدد سكان هذه القرية هو 24 في سنة 2006.